# Ficus comitis
Ficus comitis är en mullbärsväxtart som beskrevs av George King. Ficus comitis ingår i släktet fikonsläktet, och familjen mullbärsväxter. Inga underarter finns listade i Catalogue of Life.